# Prath

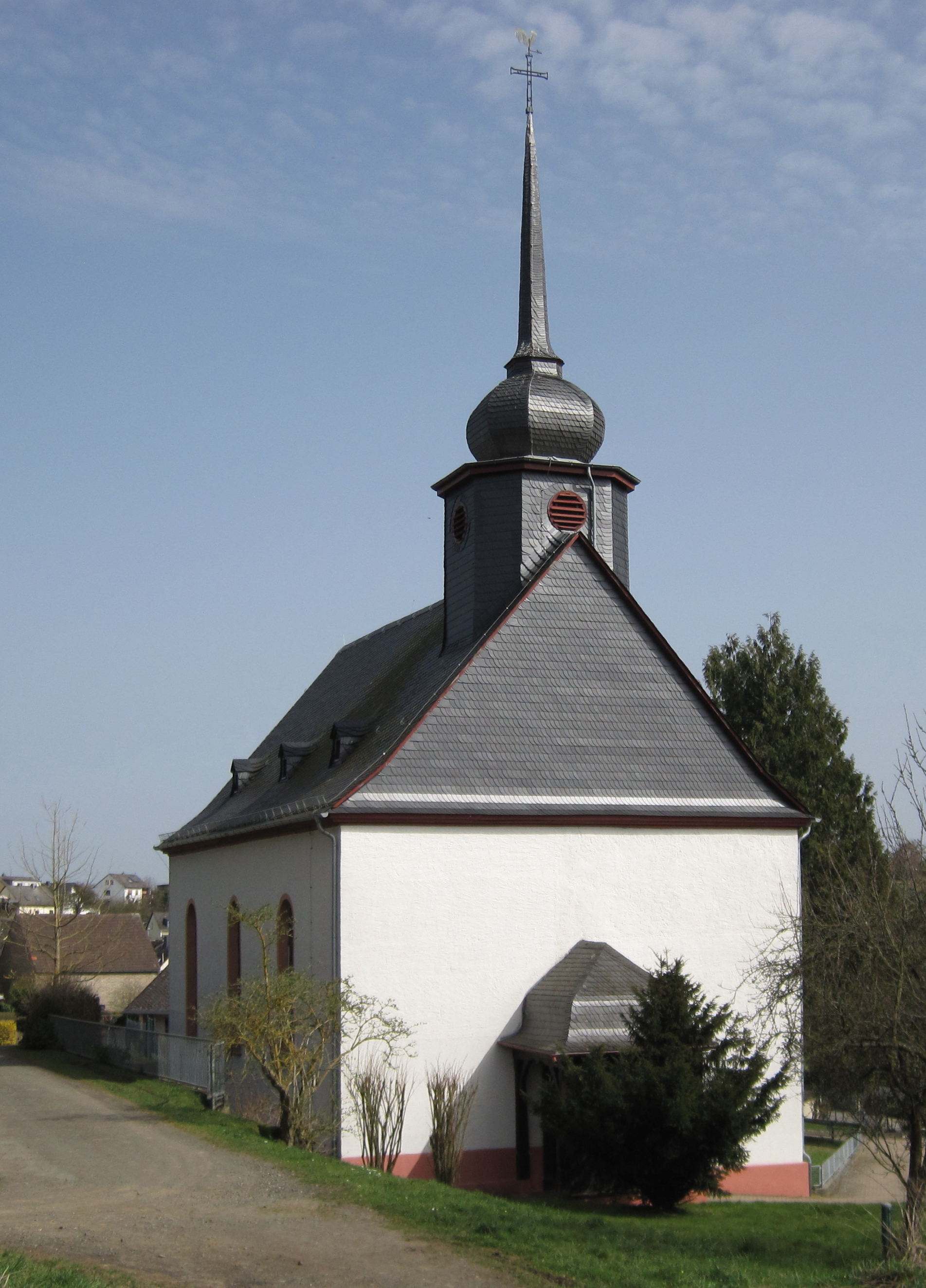
Katholische Filialkirche St. Goar

Prath ist eine Ortsgemeinde im Rhein-Lahn-Kreis in Rheinland-Pfalz. Sie gehört der Verbandsgemeinde Loreley an, die ihren Verwaltungssitz in St. Goarshausen hat.

## Geschichte
Erstmals urkundlich erwähnt wurde Prath 922. In den nächsten Jahrhunderten war Prath Teil des Bopparder Reiches. Als die Reichsstadt Boppard im Jahr 1327 ihre Reichsunmittelbarkeit verlor und durch König Heinrich VII. an seinen Bruder, den Erzbischof Balduin von Trier, verpfändet wurde, gelangte Prath ebenfalls an das Kurfürstentum, welchem es bis 1803 angehörte. Deswegen wurde dort nie die Reformation eingeführt.
Während des Dreißigjährigen Krieges wurde der Ort fast gänzlich zerstört, später wieder neu aufgebaut. Infolge des Reichsdeputationshauptschlusses 1803 wurde der Ort dem Herzogtum Nassau zugeschlagen.
Nach dem Ende des Deutschen Krieges 1866 wurden Nassau und somit auch Prath von Preußen annektiert.
Nach Ende des Ersten Weltkrieges wurde Prath im Rahmen der Alliierten Rheinlandbesetzung bis 1929 von französischen Truppen besetzt.
Zum Ende des Zweiten Weltkrieges wurde der Ort am 26. März 1945 von amerikanischen Truppen eingenommen.
Ab Juni 1945 gehörte er zur französischen Besatzungszone und ab 1946 zum Land Rheinland-Pfalz.
Seit 1969 gehört er zum Rhein-Lahn-Kreis.
Seit 1972 ist Prath Teil der Verbandsgemeinde Loreley.

## Wirtschaft
1745 waren zwischen Prath und Ehrenthal Erzgänge entdeckt worden, die 1769 zur Gründung der Sachsenhäuser Hütte führten, welche später  mit anderen Gruben, auch auf der anderen Rheinseite, unter dem Namen Grube Gute Hoffnung konsolidiert wurde und bis 1961 Blei- und Zinkerze abbaute.

## Politik

### Gemeinderat
Der Gemeinderat in Prath besteht aus sechs Ratsmitgliedern, die bei der Kommunalwahl am 9. Juni 2024 in einer Mehrheitswahl gewählt wurden, und der ehrenamtlichen Ortsbürgermeisterin als Vorsitzender. Bei den Wahlen bis 2009 wurden die Ratsmitglieder in einer personalisierten Verhältniswahl gewählt. Bei der Wahl 2024 sank die Zahl der Ratsmitglieder von acht auf sechs, da die Einwohnerzahl sich verringert hatte. 
Die Sitzverteilung im Gemeinderat:
| Wahl | SPD               | FWG               | Gesamt  |
| ---- | ----------------- | ----------------- | ------- |
| 2024 | per Mehrheitswahl | per Mehrheitswahl | 6 Sitze |
| 2019 | per Mehrheitswahl | per Mehrheitswahl | 8 Sitze |
| 2014 | per Mehrheitswahl | per Mehrheitswahl | 8 Sitze |
| 2009 | 5                 | 3                 | 8 Sitze |
| 2004 | 3                 | 5                 | 8 Sitze |

### Bürgermeister
Rebecca Fischbach wurde am 26. Juli 2023 Ortsbürgermeisterin von Prath. Da für eine am 16. Juli 2023 angesetzte Direktwahl kein Wahlvorschlag eingereicht wurde, erfolgte diese Neuwahl gemäß Gemeindeordnung durch den Rat. Bei der Direktwahl am 9. Juni 2024 wurde Rebecca Fischbach als einzige Bewerberin mit einem Stimmenanteil von 91,0 % für weitere fünf Jahre in ihrem Amt bestätigt.
Fischbachs Vorgänger Stefan Rudolf hatte das Amt am 23. Juni 2020 übernommen. Zuvor hatte er schon seit Herbst 2019 als damaliger Beigeordneter die Amtsgeschäfte geführt, da der gewählte Bürgermeister Edgar Rudolf im September 2019 überraschend verstorben war. Da sich für die geplante Direktwahl am 12. Januar 2020 kein Bewerber fand, sah die Gemeindeordnung stattdessen eine Wahl durch den Gemeinderat vor. Dieser entschied sich einstimmig für Stefan Rudolf. Im Frühjahr 2023 kündigte Rudolf aus persönlichen Gründen an, sein Ehrenamt zum 30. April 2023 vorzeitig niederzulegen, wodurch eine Neuwahl erforderlich wurde.
Stefan Rudolfs Vorgänger Edgar Rudolf hatte das Amt von 1994 bis 2009, und erneut von 2014 bis zu seinem Tod am 12. September 2019 ausgeübt. Bei der Direktwahl am 26. Mai 2019 wurde er noch mit einem Stimmenanteil von 73,08 % in seinem Amt bestätigt.

### Wappen
| Wappen von Prath | Blasonierung: „Schild gespalten, vorne in blauem, mit goldenen Schindeln bestreutem Feld ein rotbewehrter und -gezungter goldener Löwe, hinten in Silber ein rotes Balkenkreuz, belegt mit einem goldenen Kelch.“ |
| Wappen von Prath | Wappenbegründung: Die territoriale Zugehörigkeit von mehr als 500 Jahren findet ihren Niederschlag im Prather Gemeindewappen. Der Löwe des Herzogtums Nassau steht dabei für eine kurze, doch prägende Epoche, denn der Ort war von 1803 bis 1866 nassauisch. Die vorangegangenen 450 Jahre gehörte er zum Kurfürstentum Trier, das weltliche und kirchliche Macht in einer Hand vereinte und mit dem roten Balkenkreuz dargestellt wird. Der goldene Kelch verweist auf den Schutzpatron von Kirche und Gemeinde, den hl. Goar, der mit diesem Attribut in der St. Goarer Stiftskirche dargestellt wird. Das Wappen wurde am 11. April 1978 genehmigt. |

## Kultur und Sehenswürdigkeiten

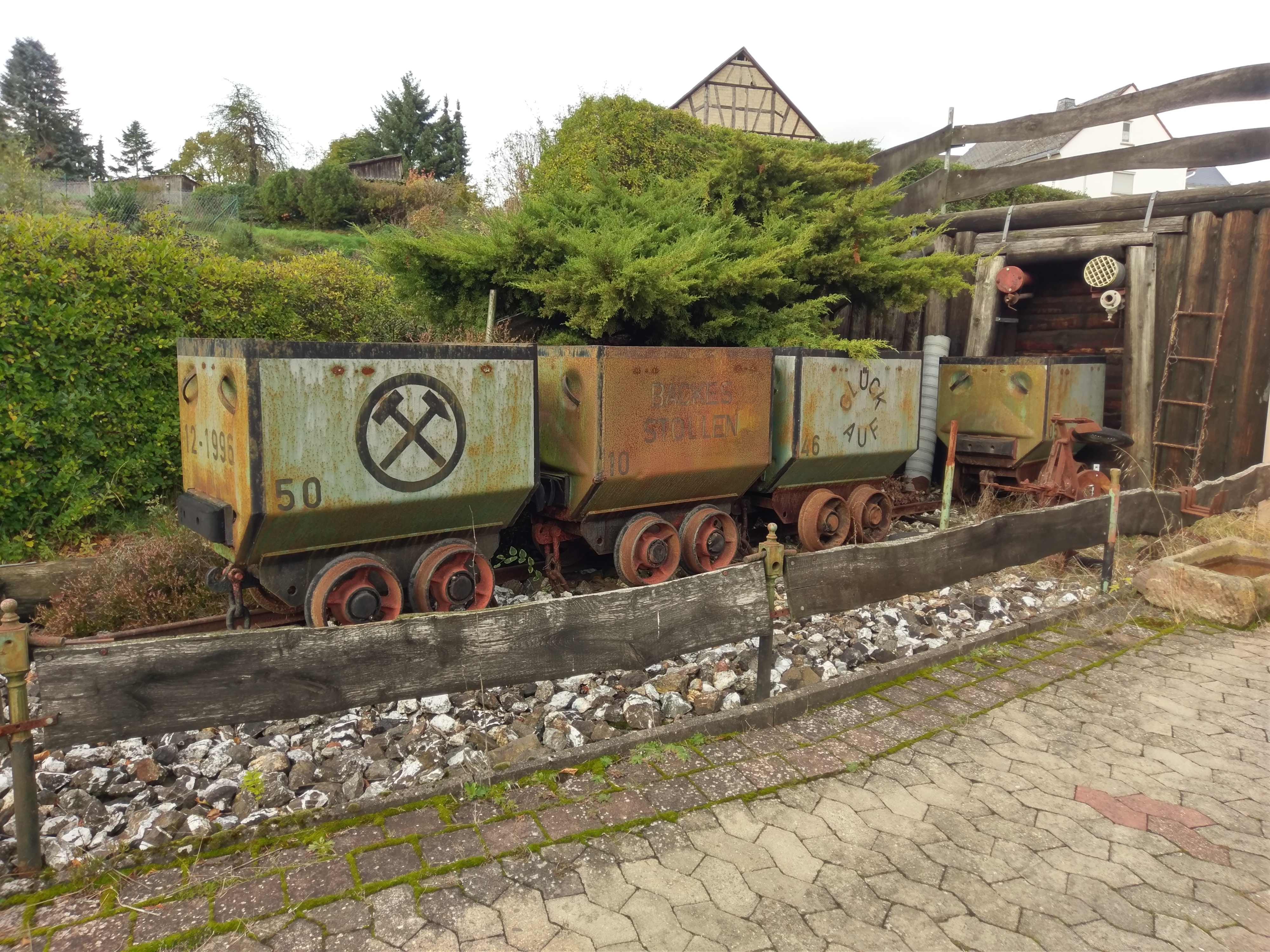
Mineralien- und Bergbaumuseum
Helmut Kaspar

- Katholische Filialkirche St. Goar. Dreiachsiger Saalbau, erbaut 1803 von Ludwig Rausch, der Dachreiter wurde nach einem Brand 1889 errichtet. Nach Beschädigungen im Zweiten Weltkrieg wurde die Inneneinrichtung in barocker Form wiederhergestellt. Der marmorne Aufsatz des Hochaltars stammt vom Ende des 17. Jahrhunderts, die hölzernen Zutaten aus dem späten 18. Jahrhundert. Die Kanzel ist von 1760.[17]
- 2001 wurde der Bergbau- und Landschaftspfad Wellmich-Prath-Ehrenthal, ein 5 km langer Bergbaulehrpfad, eingerichtet.[18]
- Mineralien- und Bergbaumuseum Helmut Kaspar. Kleines Museum mit umfangreicher Mineraliensammlung sowie Objekten zum Bergbau.[19]